# Хорни Пјал
Хорни Пјал (слч. Horný Pial) насељено је мјесто са административним статусом сеоске општине (слч. obec) у округу Љевице, у Њитранском крају, Словачка Република.

## Становништво
| Година:    | 1994. | 2004.   | 2014.   | 2024.   |
| ---------- | ----- | ------- | ------- | ------- |
| Број људи: | 307   | 298     | 277     | 287     |
| Разлика:   |       | -2,93 % | -7,04 % | +3,61 % |

| Година:    | 2023. | 2024.   |
| ---------- | ----- | ------- |
| Број људи: | 279   | 287     |
| Разлика:   |       | +2,86 % |

Према подацима о броју становника из 2011. године насеље је имало 281 становника.